# Eurystomina froyense
Eurystomina froyense is een rondwormensoort uit de familie van de Enchelidiidae. De wetenschappelijke naam van de soort is voor het eerst geldig gepubliceerd in 1946 door Allgén.